# Rotavirus
Rotavirus è un genere di virus a RNA appartenenti alla famiglia Reoviridae. Sono noti per essere la causa principale di gastroenterite virale infantile nell'essere umano.

## Storia
I virus vennero scoperti nel 1943, quando Jacob Light ed Horace Hodes dimostrarono che il virus ritrovato nelle feci dei bambini colpiti da attacchi di diarrea acuta era lo stesso responsabile di epidemie dello stesso disturbo che ogni tanto venivano riportate negli allevamenti di bestiame. L'aspetto al microscopio elettronico a colorazione negativa, simile a quello di una ruota, fece ideare a Thomas Henry Flewett, nel 1974, il nome del genere.

## Struttura
I rotavirus hanno forma icosaedrica e possiedono un doppio capside. Sono costituiti da 6 proteine strutturali (VP) e 6 proteine non strutturali (NSP). Il capside esterno ha un diametro di 75 nm e uno spessore di 3,5 nm, è composto da 260 trimeri della glicoproteina strutturale VP7 stabilizzata da ioni Ca2+ interposti tra le subunità e da 60 spicole formate ciascuna da un trimero di VP4 che prutrudono per 12 nm oltre la superficie.
La superficie esterna del capside interno (capside intermedio), dal diametro di 70,5 nm, è composta da 260 trimeri di VP6 che sono incappucciati dai trimeri di VP7 mentre la superficie interna (capside interno) è formata dalle proteine strutturali VP1, VP2 e VP3. VP2 costituisce la superficie interna del nucleocapside, dal diametro di 51 nm, ad essa sono legati complessi enzimatici formati da VP1 e VP3. La superficie esterna del virione è attraversata da 132 canali che la mettono in comunicazione con lo strato proteico interno del nucleocapside. Il capside interno contiene inoltre il genoma virale formato da 11 segmenti di dsRNA. 
I virioni dei rotavirus mostrano una discreta stabilità a temperatura ambiente, sono resistenti a valori di pH compresi tra 3,5 e 10, al congelamento e al trattamento con detergenti.
| Segmento | Proteina    | Dimensioni (BP) | Peso molecolare (kDa) | Copie | Localizzazione                         | Funzione |
| -------- | ----------- | --------------- | --------------------- | ----- | -------------------------------------- | --- |
| 1        | VP1         | 3302            | 125                   | 12    | Vertici del capside esterno            | RNA polimerasi RNA-dipendente                                                                                              |
| 2        | VP2         | 2690            | 102                   | 120   | Superficie interna del capside interno | Proteina legante RNA |
| 3        | VP3         | 2591            | 88                    | 12    | Vertici del capside esterno            | Enzima di capping mRNA |
| 4        | VP4         | 2362            | 87                    | 180   | Spicola                                | Emoagglutinina, proteina d'attacco virale                                                                                  |
| 5        | NSP1        | 1611            | 59                    | 0     | Nel capside interno                    | Proteina legante 5'RNA, antagonista dell'interferone                                                                       |
| 6        | VP6         | 1356            | 45                    | 780   | Superficie esterna del capside interno | Proteina strutturale maggiore del capside interno, regolante inserimento del genoma nel virione, antigene specie-specifico |
| 7        | NSP3        | 1104            | 37                    | 0     | Nel capside interno                    | Inibitore della sintesi proteica cellulare, promuove l'attività dell'mRNA                                                  |
| 8        | NSP2        | 1059            | 35                    | 0     | Nel capside interno                    | NTPasi che promuove packaging dell'RNA                                                                                     |
| 9        | VP71 e VP72 | 1062            | 38 e 34               | 780   | Superficie capside esterno             | Proteina strutturale maggiore del capside esterno, facilita attacco ed entrata del virione                                 |
| 10       | NSP4        | 751             | 20                    | 0     | Nel capside interno                    | Proteina promuovente pericapside transitorio e aggiunta capside esterno, enterotossina                                     |
| 11       | NSP5 e NSP6 | 667             | 22                    | 0     | Nel capside interno                    | Fosfoproteina legante ssRNA e dsRNA, modulatori di NSP2                                                                    |

## Replicazione
Una volta venuto a contatto con l'ambiente acido dello stomaco, il capside esterno del virione viene parzialmente digerito a opera della tripsina che scinde VP4 generando la porzione carbossi-terminale VP5 e la amino-terminale VP8, si forma così la particella subvirale infettiva (ISVP - Infectious Subviral Particle). VP8 si lega ai residui di acido sialico sulla membrana plasmatica degli enterociti mentre VP5 si lega alle sequenze DGE dell'integrina α2β1 sugli enterociti favorendo l'endocitosi dinamina-dipendente del virione in un endosoma. In alternativa la proteina VP7 cadiuvata dall'interazione di VP5 con hsc70, può legarsi all'integrina αvβ3.
Nel citoplasma VP4, VP5 e VP8 determinano una differenza nella concentrazione di Ca2+ che causa la rottura della membrana dell'endosoma e quella dei trimeri di VP7 in singole subunità. ISVP perde così il capside esterno rilasciando il core nucleocapsidico formato da VP2 e VP6 contenente i segmenti di dsRNA, la particella che ne risulta è nota come DLP (Double-Layered Particle). Nel capside interno VP1 (RNA polimerasi RNA-dipendente) trascrive gli mRNA in una fase precoce e una tardiva, sfuggendo alle risposte dell'immunità innata come l'RNAi. Il filamento di RNA a polarità negativa viene utilizzato come stampo per sintetizzare mRNA alla cui testa (5') viene aggiunto un cap di metilguanosina da VP3 mentre la coda viene poliadenilata in 3'. In questa fase vengono tradotte le proteine virali NSP1 che funge da antagonista per l'interferone e NSP3 che inibisce la traduzione delle proteine cellulari in favore di quelle virali.
Le proteine virali del capside interno VP1 e VP3 e l'RNA a polarità positiva si associano e migrano nei viroplasmi, grandi inclusioni citoplasmatiche che fungono da compartimenti per la replicazione del genoma virale e per l'assemblaggio delle particelle a doppio strato (DLP). I viroplasmi sono formati principalmente da aggregati delle proteine NSP2, NSP5 e NSP6 e la loro modalità di formazione è poco chiara. All'interno del viroplasma vengono sintetizzati i filamenti di RNA a polarità negativa partendo dagli stampi a polarità positiva poi NSP2, coadiuvata da NSP5 e NSP6, promuove il packaging dell'RNA virale e la formazione del capside interno dei nuovi virioni tramite l'aggiunta prima di VP2 poi di VP6. 
Nel frattempo alcune delle proteine codificate dal genoma virale, come NSP4 e VP7, vengono glicosilate e si inseriscono nella membrana dell'ER. Le DLP migrano quindi verso la membrana dell'ER dove si legano ai complessi NSP4-VP4. Il legame promuove l'invaginazione della membrana dell'organello, il rivestimento della DLP da parte dei complessi NSP4-VP che formano il capside intermedio e l'acquisizione di un pericapside temporaneo e proteina VP7 (la componente strutturale maggiore del capside esterno) che si trova sul lato luminale della membrana dell'ER. La particella che ne risulta viene chiamata TLP (Triple-Layered Particle). Successivamente VP7 determina la perdita del pericapside e la gemmazione dal reticolo endoplasmatico. I nuovi virioni lasciano la cellula per esocitosi Golgi/ER-indipendente oppure per lisi cellulare.

## Classificazione
I rotavirus vengono classificati in sierotipi a seconda delle proteine VP4 (sierotipo P, 11 varianti) e VP7 (sierotipo G, 10 varianti) del capside esterno. I gruppi sono stati identificati in base all'antigenicità della proteina del capside interno VP6 e vanno da A a G. I rotavirus patogeni per l'uomo sono quelli appartenenti ai sierogruppi A, B e C, il primo è il principale responsabile della gastroenterite virale infantile.

## Epidemiologia
I rotavirus sono presenti in tutto il mondo, circa il 95% dei bambini viene infettato entro i 5 anni di età ma i più colpiti sono i bambini sotto i 2 anni di età. La gastroenterite virale infantile colpisce ogni anno circa 20 milioni di bambini di cui circa 200.000 muoiono per disidratazione quasi esclusivamente nei paesi in via di sviluppo e sottosviluppati.
Il virus viene trasmesso per via oro-fecale e le epidemie sono particolarmente frequenti negli asili e negli ospedali data la sua resistenza ai detergenti, all'essicazione, a un ampio range di pH e di temperatura. È possibile anche la trasmissione per via respiratoria sebbene molto meno efficace. La gastroenterite virale risulta più comune in autunno, inverno e primavera. Il gruppo A è quello che infetta più frequentemente i bambini, meno comuni quelli di gruppo B e C. Il picco di eliminazione del virus attraverso le feci avviene dopo 2-5 giorni dall'esordio della diarrea ma può verificarsi anche in assenza di sintomi. Un grammo di feci può contenere fino a 10 miliardi di virioni.

## Patogenesi
Il rotavirus, entrato nello stomaco, viene attivato dalla tripsina che effettua la proteolisi di VP4 in VP5 e VP8 preparando il virione all'attracco sugli enterociti. Giunto nell'intestino il virione viene intrappolato dal muco e penetra sino alla membrana plasmatica dell'enterocita dove viene internalizzato tramite endocitosi. Liberatosi dall'endosoma il virus inibisce la sintesi proteica cellulare, si replica e sintetizza le proprie proteine all'interno dei virosomi che possono essere rilevati già 8 ore dopo l'infezione. I virioni vengono poi espulsi dagli enterociti tramite lisi cellulare. Questo processo porta all'appiattimento e all'accorciamento dei microvilli e a una risposta infiammatoria costituita da un infiltrato di cellule mononucleate nella lamina propria.
Il virus provoca diarrea grazie all'enterotossina NSP4, in grado di determinare il rilascio di Ca2+ dal reticolo endoplasmatico tramite SERCA. Questa proteina può anche essere secreta ed agire come viroporina legandosi alle integrine per attivare il rilascio di Ca2+ da parte di altri enterociti. L'aumentata concentrazione di Ca2+ attiva la fosfolipasi C che agendo su PIP2 forma in IP3 che si lega all'IP3R sulla membrana plasmatica del reticolo endoplasmatico liscio promuovendo il rilascio di ulteriore Ca2+ che agisce sui neuroni del sistema nervoso enterico determinando il rilascio di neutrotrasmettitori che a loro volta determinano la secrezione di Cl-da canali e trasportatori Ca2+-dipendenti e interferiscono con il riassorbimento d'acqua mediato dall trasportatore SGLT1. Il risultato netto è un'intensa diarrea osmotica. Infine, gli elevati livelli di Ca2+ citoplasmatico conducono alla morte degli enterociti per autofagia.
Questo virus è in grado di infettare anche le cellule enterocromaffini, stimolando la produzione di serotonina che attiva i neuroni afferenti del sistema nervoso simpatico che attivano le cellule del riflesso del vomito nel tronco encefalico. Rotavirus riduce l'attività delle disaccaridasi intestinali determinando intolleranza al lattosio derivante da deficit di lattasi.

## Immunità
L'infezione da rotavirus stimola una risposta immunitaria mediata sia da linfociti B che da linfociti T. L'infettività virale è neutralizzata da anticorpi IgA, IgG e IgM anti-VP4 e anti-VP7. 
La risposta innata si innesca rapidamente in seguito al riconoscimento di dsRNA da parte dei TLR che determina la secrezione di interferoni di tipo I e III che però vengono contrastati dalla proteina virale NSP1 grazie all'inibizione delle proteine di regolazione dell'interferone IRF3, IRF5 e IRF7. Alti titoli anticorpali (> 1:200) di IgA e IgG nel sangue e di IgA nell'intestino sono protettivi nei confronti dell'infezione. L'efficacia della vaccinazione risulta dalla capacità di determinare elevati titoli anticorpali di IgA nell'intestino.

## Clinica
L'incubazione del rotavirus dura 48 ore in seguito alle quali si verificano diarrea acquosa profusa che perdura per 3-8 giorni, febbre, vomito e disidratazione. L'infezione da rotavirus di gruppo A normalmente è autolimitante e priva di sequele (se non un'intolleranza al lattosio che può persistere per settimane), è severa e talvolta mortale nei pazienti già denutriti e disidratati. Circa 1 bambino su 40 richiede l'ospedalizzazione. Negli adulti l'infezione causa diarrea lieve o è asintomatica.
I rotavirus di gruppo B provoca una gastroenterite severa che può interessare anche adolescenti ed adulti ed è frequente in Cina.

## Diagnosi
La diagnosi di infezione da rotavirus A si basa sul rilevamento diretto dell'antigene virale nelle feci tramite agglutinazione su lattice ma si possono utilizzare anche l'ELISA o l'indagine al microscopio elettronico. La rilevazione di un incremento di quattro volte del titolo anticorpale è diagnostico per infezione recente o malattia in atto.

## Trattamento
Non è disponibile alcuna terapia antivirale per l'infezione da rotavirus. La terapia è di supporto, si basa sulla reintegrazione dei liquidi persi con la diarrea, la correzione degli squilibri dell'acido-base ed elettrolitici. Gli individui affetti devono essere posti in isolamento per evitare il potenziale contagio di altri pazienti. La prevenzione si effettua mediante il mantenimento di buone condizioni igieniche in particolare nelle strutture scolastiche e sanitarie. Utile il lavaggio delle mani con detergenti che, pur non essendo in grado di uccidere il virus, ne limitano la diffusione.

## Vaccinazione
A causa dell'elevata percentuale di bambini colpita da diarrea indotta da rotavirus e l'elevata mortalità che ne deriva nei paesi in via di sviluppo (causata non tanto dall'infezione quanto dalla disidratazione), gli USA nel 1998 ne avevano autorizzato un vaccino che, dopo solo 7 mesi, fu tolto dal mercato per l'elevata incidenza d'invaginazioni intestinali in bambini vaccinati, ipotesi successivamente smentita. Successivamente sono stati sperimentati altri due tipi di vaccini: il primo da ceppo umano attenuato, vaccino europeo monovalente, da virus umano attenuato appartenente al ceppo più comune (G1P8). Il secondo ceppo bovino riassortito, vaccino statunitense pentavalente, in modo da esprimere in superficie le proteine dei 5 sierotipi più frequenti. 5 rotavirus assortiti con 5 determinanti antigenici dei sierotipi umani più comuni. 
I vaccini sono risultati sicuri ed efficaci allo stesso modo. Hanno effetto protettivo importante (rispettivamente percentuali dell'85% e del 93%), ed inoltre è stata documentata una riduzione del 63% dei ricoveri per gastroenterite nel primo anno di vita.
Uno studio del 2006 condotto all'Istituto Gaslini di Genova mostra una correlazione tra l'infezione da rotavirus e l'insorgere della celiachia.